# Скот Адсит
Робърт Скот Адсит (на английски: Robert Scott Adsit; роден на 26 ноември 1965 г.) е американски актьор и комик. Популярен е с ролята си на Пийт Хорнбъргър в сериала „Рокфелер плаза 30“. Адсит озвучава робота Беймакс във филма „Героичната шесторка“ от 2014 г.